# Доходный дом Когбетлиева
Доходный дом Когбетлиева — дом в Ростове-на-Дону на углу площадей Свободы и Толстого и пересечении улиц Комсомольской и 25-й линии. С 1980 года здание относится к Памятникам истории и культуры регионального значения.

## История

Памятная доска на соседнем доме

Как писала в своей книге «Бульварная площадь» Любовь Волошинова, до 1908 года участок домовладения на Бульварной площади принадлежал армянской церкви во имя Святого Григория Просветителя. В 1909 году домовладение покупает Андриас Когбетлиев и начинает строительство кирпичного жилого дома с высоким цокольным этажом. Его семья была известна и уважаема в Нахичевани, многочисленные родственники Андриаса владели домами на Екатерининской площади, на улице 1-й Георгиевской, на 18-й линии. Все члены семьи были увлечены театральным искусством и были известными меценатами в Нахичевани.
Проект нового дома был разработан Николае Дурбахом, который строил жилые дома в Ростове-на-Дону, Азове, Мариуполе. По запросу заказчика архитектор разработал и оформил фасад дома в классическом стиле с барочными декоративными мотивами. Высокие окна верхнего этажа дома обрамлены полукруглыми наличниками, оформлены сандриками на декоративных кронштейнах. Колонны вместе с находящейся над ней частью антаблемента и с пьедесталом выдвинуты по отношению к стене. Окна цокольного этажа имеют декоративные замки, в окна вставлены чугунные решетки.
В высоком цокольном этаже доходного дома размещались торговые помещения, основной жилой этаж был предназначен для семьи владельца дома.
В 1916 году хозяином особняка на короткое время стал Пётр Абрамян. С приходом советской власти в 1920 году дом был национализирован. В 1920-х годах здание начинает заселяться.
Перед Великой Отечественной войной фасад дома сохранял свой первоначальный вид, однако позже начала осыпаться лепнина, были потеряны некоторые детали фриза и аттика. Дом уцелел в годы войны. Сейчас дом отреставрирован и имеет первоначальный вид. В доме размещаются коммерческие компании.